# Kluby piłkarskie w międzynarodowych rozgrywkach UEFA w sezonie 2013/2014
Lista 237 drużyn biorących udział w międzynarodowych rozgrywkach klubowych prowadzonych przez Unię Europejskich Związków Piłkarskich (UEFA) w sezonie 2013/2014–  Lidze Mistrzów i Lidze Europy. Należą do nich zespoły, które zajęły najwyższe miejsca w rozgrywkach ligowych poszczególnych federacji, zdobywcy pucharów krajowych (bądź – w określonych przypadkach – ich finaliści) oraz zwycięzcy rankingu Fair Play UEFA.

## Zasady podziału miejsc w rozgrywkach
Miejsca w rozgrywkach klubowych UEFA zostały rozdzielone dla poszczególnych federacji na podstawie rankingu współczynników ligowych UEFA z 2012 roku. Współczynniki te obliczono na bazie punktów rankingowych zdobytych przez przedstawicieli tychże federacji w europejskich pucharach w przeciągu sezonów 2007/2008 – 2011/2012. Od pozycji zajmowanej przez daną federację w rankingu zależała zarówno liczba drużyn, które mogą ją reprezentować w Lidze Mistrzów i Lidze Europy UEFA, jak i umieszczenie ich w poszczególnych rundach tych turniejów.
W rozgrywkach klubowych UEFA w sezonie 2013/2014 najwięcej przedstawicieli – 7 – posiadają federacje z miejsc 1-3 w rankingu (Anglia, Hiszpania i Niemcy). Po 6 zespołów reprezentuje federacje z miejsc 4–9, po 5 – z miejsc 10–15 oraz Szwecja, Norwegia i Finlandia (dodatkowy zespół dzięki rankingowi Fair Play UEFA), po 4 – pozostałe, z wyjątkiem Liechtensteinu (1 drużyna) oraz Andory i San Marino (3 zespoły).

### Liga Mistrzów UEFA
W edycji 2013/2014 Ligi Mistrzów udział bierze 76 zespołów z 52 federacji piłkarskich zrzeszonych w UEFA (poza Liechtensteinem oraz Gibraltarem, który został przyjęty do UEFA w maju 2013 i rozgrywki w europejskich pucharach rozpocznie od sezonu 2014/2015). Zespoły zostały przydzielone do danych rund fazy kwalifikacyjnej oraz fazy grupowej zgodnie z rankingiem współczynników ligowych UEFA 2012.
Liczba zespołów kwalifikujących się do Ligi Mistrzów w sezonie 2012/2013:
- 4 drużyny z każdej z federacji zajmujących miejsca 1–3 w rankingu,
- 3 drużyny z każdej z federacji zajmujących miejsca 4–6 w rankingu,
- 2 drużyny z każdej z federacji zajmujących miejsca 7–15 w rankingu,
- 1 drużyna z każdej z federacji zajmujących miejsca 16–53 w rankingu (z wyjątkiem Liechtensteinu[2]).

Prawo udziału w rozgrywkach można było uzyskać poprzez:
- zajęcie odpowiedniego miejsca w tabeli ligowej,
- zwycięstwo w edycji 2012/2013 Ligi Mistrzów UEFA (jeśli zdobywca tego trofeum nie uzyskał miejsca w Lidze Mistrzów lub Lidze Europy UEFA 2013/2014 dzięki pozycji zajętej w rozgrywkach krajowych).

| Miejsca przysługujące danym federacjom w poszczególnych rundach | Miejsca przysługujące danym federacjom w poszczególnych rundach | Miejsca przysługujące danym federacjom w poszczególnych rundach | Miejsca przysługujące danym federacjom w poszczególnych rundach | Miejsca przysługujące danym federacjom w poszczególnych rundach | Miejsca przysługujące danym federacjom w poszczególnych rundach | Miejsca przysługujące danym federacjom w poszczególnych rundach | Miejsca przysługujące danym federacjom w poszczególnych rundach | Miejsca przysługujące danym federacjom w poszczególnych rundach | Miejsca przysługujące danym federacjom w poszczególnych rundach | Miejsca przysługujące danym federacjom w poszczególnych rundach | Miejsca przysługujące danym federacjom w poszczególnych rundach | Miejsca przysługujące danym federacjom w poszczególnych rundach |
| Lp                                                              | Federacje | Faza kwalifikacyjna                                             | Faza kwalifikacyjna                                             | Faza kwalifikacyjna                                             | Faza kwalifikacyjna                                             | Faza kwalifikacyjna                                             | Faza kwalifikacyjna                                             | Faza kwalifikacyjna                                             | Faza grupowa                                                    | Faza grupowa                                                    | Faza grupowa                                                    | Razem                                                           |
| Lp                                                              | Federacje | I runda                                                         | I runda                                                         | II runda                                                        | II runda                                                        | III runda                                                       | III runda                                                       | Runda play-off                                                  | Faza grupowa                                                    | Faza grupowa                                                    | Faza grupowa                                                    | Razem                                                           |
| --------------------------------------------------------------- | --- | --------------------------------------------------------------- | --------------------------------------------------------------- | --------------------------------------------------------------- | --------------------------------------------------------------- | --------------------------------------------------------------- | --------------------------------------------------------------- | --------------------------------------------------------------- | --------------------------------------------------------------- | --------------------------------------------------------------- | --------------------------------------------------------------- | --------------------------------------------------------------- |
| 1–3                                                             | Anglia • Hiszpania • Niemcy |                                                                 |                                                                 |                                                                 |                                                                 |                                                                 |                                                                 | L4                                                              | L3                                                              | L2                                                              | L1                                                              | 4                                                               |
| 4–5                                                             | Włochy • Portugalia |                                                                 |                                                                 |                                                                 |                                                                 |                                                                 |                                                                 | L3                                                              | L2                                                              | L1                                                              |                                                                 | 3                                                               |
| 6                                                               | Francja |                                                                 |                                                                 |                                                                 |                                                                 |                                                                 | L3                                                              |                                                                 | L2                                                              | L1                                                              |                                                                 | 3                                                               |
| 7–13                                                            | Rosja • Holandia • Ukraina • Grecja • Turcja • Belgia • Dania |                                                                 |                                                                 |                                                                 |                                                                 |                                                                 | L2                                                              |                                                                 | L1                                                              |                                                                 |                                                                 | 2                                                               |
| 14–15                                                           | Szwajcaria • Austria |                                                                 |                                                                 |                                                                 |                                                                 | L1                                                              | L2                                                              |                                                                 |                                                                 |                                                                 |                                                                 | 2                                                               |
| 16                                                              | Cypr |                                                                 |                                                                 |                                                                 |                                                                 | L1                                                              |                                                                 |                                                                 |                                                                 |                                                                 |                                                                 | 1                                                               |
| 17–42 44–49                                                     | Izrael • Szkocja • Czechy • Polska • Chorwacja • Rumunia • Białoruś • Szwecja • Słowacja • Norwegia • Serbia • Bułgaria • Węgry • Finlandia • Gruzja • Bośnia i Hercegowina • Irlandia • Słowenia • Litwa • Mołdawia • Azerbejdżan • Łotwa • Macedonia • Kazachstan • Islandia • Czarnogóra • Albania • Malta • Walia • Estonia • Irlandia Północna • Luksemburg |                                                                 |                                                                 | L1                                                              | L1                                                              |                                                                 |                                                                 |                                                                 |                                                                 |                                                                 |                                                                 | 1                                                               |
| 50–53                                                           | Armenia • Wyspy Owcze • Andora • San Marino | L1                                                              | L1                                                              |                                                                 |                                                                 |                                                                 |                                                                 |                                                                 |                                                                 |                                                                 |                                                                 | 1                                                               |
| Razem                                                           | Razem | 4                                                               | 4                                                               | 32                                                              | 32                                                              | 13                                                              | 13                                                              | 5                                                               | 22                                                              | 22                                                              | 22                                                              | 76                                                              |

#### Miejsce dla obrońcy tytułu Ligi Mistrzów UEFA
Zgodnie z punktem 2.03 regulaminu rozgrywek Ligi Mistrzów UEFA 2013/2014, obrońca tytułu z poprzedniej edycji miał zagwarantowane miejsce w tych rozgrywkach, o ile nie zakwalifikował się do nich dzięki pozycji zajętej w tabeli ligowej. Obowiązywały przy tym następujące zasady:
1. jeśli obrońca tytułu pochodzi z federacji, która posiada 4 reprezentantów w Lidze Mistrzów, i zajął w lidze krajowej miejsce uprawniające do gry w Lidze Europy UEFA, zastępuje on w Lidze Mistrzów 4. drużynę ligi, a ta zostaje przeniesiona do Ligi Europy, wobec czego liczba reprezentantów danej federacji w pucharach europejskich nie zmienia się[3];
2. jeśli obrońca tytułu pochodzi z federacji, która posiada 4 reprezentantów w Lidze Mistrzów, i nie zakwalifikował się do pucharów europejskich poprzez rozgrywki krajowe, zastępuje on w Lidze Mistrzów 4. drużynę ligi, a ta zostaje przeniesiona do Ligi Europy, wobec czego liczba reprezentantów danej federacji w pucharach europejskich zwiększa się o 1 zespół[3];
3. jeśli obrońca tytułu pochodzi z federacji, która posiada mniej niż 4 reprezentantów w Lidze Mistrzów, i zajął w lidze krajowej miejsce uprawniające do gry w Lidze Europy UEFA, otrzymuje on prawo gry w Lidze Mistrzów obok innych do tego uprawnionych drużyn, a liczba reprezentantów danej federacji w pucharach europejskich zwiększa się o 1 zespół[3];
4. jeśli obrońca tytułu pochodzi z federacji, która posiada mniej niż 4 reprezentantów w Lidze Mistrzów, i nie zakwalifikował się do pucharów europejskich poprzez rozgrywki krajowe, otrzymuje on prawo gry w Lidze Mistrzów obok innych do tego uprawnionych drużyn, a liczba reprezentantów danej federacji w pucharach europejskich zwiększa się o 1 zespół[3].

Zwycięzca Ligi Mistrzów UEFA 2012/2013 – Bayern Monachium – zdołał zakwalifikować się do Ligi Mistrzów UEFA poprzez pozycję zajętą w lidze.

### Liga Europy UEFA
W fazie kwalifikacyjnej edycji 2013/2014 Ligi Europy udział bierze 161 zespołów z 53 federacji piłkarskich zrzeszonych w UEFA. Zespoły zostały przydzielone do danych rund tej fazy zgodnie z rankingiem współczynników ligowych UEFA 2012. W rundzie play-off kwalifikacji dołączy do nich 15 drużyn, które odpadły w III rundzie kwalifikacyjnej Ligi Mistrzów. Miejsce w fazie grupowej będą miały zagwarantowane drużyny, które odpadły w fazie play-off Ligi Mistrzów. W 1/16 finału zagrają również zespoły, które zajęły 3. miejsca w fazie grupowej Ligi Mistrzów.
Łącznie w rozgrywkach edycji 2011/2012 Ligi Europy wezmą udział 194 drużyny.
Liczba zespołów kwalifikujących się do Ligi Europy w sezonie 2013/2014:
- 4 drużyny z każdej z federacji zajmujących miejsca 7–9 w rankingu,
- 3 drużyny z każdej z federacji zajmujących miejsca 1–6 oraz 10–51 w rankingu (z wyjątkiem Liechtensteinu[2]),
- 2 drużyny z Andory i San Marino,
- 1 drużyna z Liechtensteinu,
- dodatkowo 1 drużyna z każdej z federacji zajmujących 3 najwyższe miejsca w rankingu Fair Play UEFA 2012/2013 (Szwecja, Norwegia, Finlandia).

Prawo udziału w rozgrywkach można było uzyskać poprzez:
- zajęcie odpowiedniego miejsca w tabeli ligowej (najwyższe pozycje za miejscami uprawniającymi do gry w Lidze Mistrzów UEFA – z wyjątkiem Liechtensteinu[2]),
- zwycięstwo lub udział w finale pucharu krajowego (w przypadku federacji angielskiej także zwycięstwo w Pucharze Ligi),
- zwycięstwo w edycji 2011/2012 Ligi Europy UEFA (jeśli zdobywca tego trofeum nie uzyskał miejsca w Lidze Mistrzów lub Lidze Europy UEFA 2012/2013 dzięki pozycji zajętej w tabeli ligowej),
- zajęcie jednego z 3 najwyższych miejsc w rankingu Fair Play UEFA.

W przypadku, gdy dana drużyna uzyskała kwalifikację jednocześnie na 2 z wymienionych wyżej sposobów, obowiązywały następujące reguły(przez „przesunięcie o rundę wyżej” rozumie się np. umożliwienie startu danej drużynie w III rundzie kwalifikacji zamiast w II rundzie):
- jeśli zdobywca pucharu krajowego uzyskał jednocześnie prawo gry w Lidze Mistrzów, w Lidze Europy mógł wystąpić finalista tego pucharu, zajmując miejsce w najniższej rundzie z puli przeznaczonej dla danej federacji (z wyjątkiem miejsc Fair Play) – wówczas pozostałe zespoły zostały przesunięte odpowiednio o jedną rundę wyżej;
- jeśli zarówno zdobywca pucharu krajowego, jak i jego finalista uzyskali prawo gry w rozgrywkach UEFA, w Lidze Europy mogła wystąpić drużyna, która zajęła w tabeli ligowej najwyższe z miejsc poniżej tych, które uprawniały pierwotnie do gry w Lidze Europy – wówczas pozostałe zespoły zostały przesunięte odpowiednio o jedną rundę wyżej;
- zdobywca pucharu krajowego zajmował miejsce w odpowiedniej rundzie Ligi Europy, bez względu na uzyskanie w tabeli ligowej miejsca uprawniającego do startu w tej samej lub niższej rundzie – wówczas w Lidze Europy mogła wystąpić drużyna, która zajęła w tabeli ligowej najwyższe z miejsc poniżej tych, które uprawniały pierwotnie do gry w Lidze Europy a pozostałe zespoły zostały przesunięte odpowiednio o jedną rundę wyżej.

| Miejsca przysługujące danym federacjom w poszczególnych rundach | Miejsca przysługujące danym federacjom w poszczególnych rundach                            | Miejsca przysługujące danym federacjom w poszczególnych rundach | Miejsca przysługujące danym federacjom w poszczególnych rundach | Miejsca przysługujące danym federacjom w poszczególnych rundach | Miejsca przysługujące danym federacjom w poszczególnych rundach | Miejsca przysługujące danym federacjom w poszczególnych rundach | Miejsca przysługujące danym federacjom w poszczególnych rundach | Miejsca przysługujące danym federacjom w poszczególnych rundach | Miejsca przysługujące danym federacjom w poszczególnych rundach | Miejsca przysługujące danym federacjom w poszczególnych rundach | Miejsca przysługujące danym federacjom w poszczególnych rundach | Miejsca przysługujące danym federacjom w poszczególnych rundach | Miejsca przysługujące danym federacjom w poszczególnych rundach | Miejsca przysługujące danym federacjom w poszczególnych rundach | Miejsca przysługujące danym federacjom w poszczególnych rundach | Miejsca przysługujące danym federacjom w poszczególnych rundach | Miejsca przysługujące danym federacjom w poszczególnych rundach | Miejsca przysługujące danym federacjom w poszczególnych rundach | Miejsca przysługujące danym federacjom w poszczególnych rundach |
| Lp                                                              | Federacje                                                                                  | Faza kwalifikacyjna                                             | Faza kwalifikacyjna                                             | Faza kwalifikacyjna                                             | Faza kwalifikacyjna                                             | Faza kwalifikacyjna                                             | Faza kwalifikacyjna                                             | Faza kwalifikacyjna                                             | Faza kwalifikacyjna                                             | Faza kwalifikacyjna                                             | Faza kwalifikacyjna                                             | Faza kwalifikacyjna                                             | Faza kwalifikacyjna                                             | Faza kwalifikacyjna                                             | Faza kwalifikacyjna                                             | Faza kwalifikacyjna                                             | Faza kwalifikacyjna                                             | Faza grupowa                                                    | Razem                                                           |
| Lp                                                              | Federacje                                                                                  | I runda                                                         | I runda                                                         | I runda                                                         | I runda                                                         | I runda                                                         | I runda                                                         | II runda                                                        | II runda                                                        | II runda                                                        | II runda                                                        | II runda                                                        | II runda                                                        | III runda                                                       | III runda                                                       | Runda play-off                                                  | Runda play-off                                                  | Faza grupowa                                                    | Razem                                                           |
| --------------------------------------------------------------- | ------------------------------------------------------------------------------------------ | --------------------------------------------------------------- | --------------------------------------------------------------- | --------------------------------------------------------------- | --------------------------------------------------------------- | --------------------------------------------------------------- | --------------------------------------------------------------- | --------------------------------------------------------------- | --------------------------------------------------------------- | --------------------------------------------------------------- | --------------------------------------------------------------- | --------------------------------------------------------------- | --------------------------------------------------------------- | --------------------------------------------------------------- | --------------------------------------------------------------- | --------------------------------------------------------------- | --------------------------------------------------------------- | --------------------------------------------------------------- | --------------------------------------------------------------- |
| 1-3                                                             | Anglia • Hiszpania • Niemcy                                                                |                                                                 |                                                                 |                                                                 |                                                                 |                                                                 |                                                                 |                                                                 |                                                                 |                                                                 |                                                                 |                                                                 |                                                                 | L6                                                              | L6                                                              | L5                                                              | L5                                                              | P1                                                              | 3                                                               |
| 4–6                                                             | Włochy • Portugalia • Francja                                                              |                                                                 |                                                                 |                                                                 |                                                                 |                                                                 |                                                                 |                                                                 |                                                                 |                                                                 |                                                                 |                                                                 |                                                                 | L5                                                              | L5                                                              | L4                                                              | L4                                                              | P1                                                              | 3                                                               |
| 7                                                               | Rosja                                                                                      |                                                                 |                                                                 |                                                                 |                                                                 |                                                                 |                                                                 | L5                                                              | L5                                                              | L5                                                              | L5                                                              | L5                                                              | L5                                                              | L4                                                              | L4                                                              | L3                                                              | L3                                                              | P1                                                              | 4                                                               |
| 8–9                                                             | Holandia • Ukraina                                                                         |                                                                 |                                                                 |                                                                 |                                                                 |                                                                 |                                                                 | L5                                                              | L5                                                              | L5                                                              | L5                                                              | L5                                                              | L5                                                              | L4                                                              | L4                                                              | L3                                                              | P1                                                              |                                                                 | 4                                                               |
| 10–15                                                           | Grecja • Turcja • Belgia • Dania • Szwajcaria • Austria                                    |                                                                 |                                                                 |                                                                 |                                                                 |                                                                 |                                                                 | L4                                                              | L4                                                              | L4                                                              | L4                                                              | L4                                                              | L4                                                              | L3                                                              | L3                                                              | P1                                                              | P1                                                              |                                                                 | 3                                                               |
| 16                                                              | Cypr                                                                                       |                                                                 |                                                                 |                                                                 |                                                                 |                                                                 |                                                                 | L3                                                              | L3                                                              | L3                                                              | L2                                                              | L2                                                              | L2                                                              |                                                                 |                                                                 | P1                                                              | P1                                                              |                                                                 | 3                                                               |
| 17-19                                                           | Izrael • Szkocja • Czechy                                                                  |                                                                 |                                                                 |                                                                 |                                                                 |                                                                 |                                                                 | L3                                                              | L3                                                              | L3                                                              | L2                                                              | L2                                                              | L2                                                              | P1                                                              | P1                                                              |                                                                 |                                                                 |                                                                 | 3                                                               |
| 20–21                                                           | Polska • Chorwacja                                                                         |                                                                 |                                                                 |                                                                 |                                                                 |                                                                 |                                                                 | L3                                                              | L3                                                              | L2                                                              | L2                                                              | P1                                                              | P1                                                              |                                                                 |                                                                 |                                                                 |                                                                 |                                                                 | 3                                                               |
| 22-23                                                           | Rumunia • Białoruś                                                                         | L3                                                              | L3                                                              | L3                                                              | L3                                                              | L3                                                              | L3                                                              | L2                                                              | L2                                                              | L2                                                              | P1                                                              | P1                                                              | P1                                                              |                                                                 |                                                                 |                                                                 |                                                                 |                                                                 | 3                                                               |
| 24                                                              | Szwecja                                                                                    | FP                                                              | FP                                                              | FP                                                              | L3                                                              | L3                                                              | L3                                                              | L2                                                              | L2                                                              | L2                                                              | P1                                                              | P1                                                              | P1                                                              |                                                                 |                                                                 |                                                                 |                                                                 |                                                                 | 3+1                                                             |
| 25                                                              | Słowacja                                                                                   | L3                                                              | L3                                                              | L3                                                              | L3                                                              | L3                                                              | L3                                                              | L2                                                              | L2                                                              | L2                                                              | P1                                                              | P1                                                              | P1                                                              |                                                                 |                                                                 |                                                                 |                                                                 |                                                                 | 3                                                               |
| 26                                                              | Norwegia                                                                                   | FP                                                              | FP                                                              | FP                                                              | L3                                                              | L3                                                              | L3                                                              | L2                                                              | L2                                                              | L2                                                              | P1                                                              | P1                                                              | P1                                                              |                                                                 |                                                                 |                                                                 |                                                                 |                                                                 | 3+1                                                             |
| 27                                                              | Serbia                                                                                     | L3                                                              | L3                                                              | L3                                                              | L3                                                              | L3                                                              | L3                                                              | L2                                                              | L2                                                              | L2                                                              | P1                                                              | P1                                                              | P1                                                              |                                                                 |                                                                 |                                                                 |                                                                 |                                                                 | 3                                                               |
| 28-29                                                           | Bułgaria • Węgry                                                                           | L3                                                              | L3                                                              | L3                                                              | L2                                                              | L2                                                              | L2                                                              | P1                                                              | P1                                                              | P1                                                              | P1                                                              | P1                                                              | P1                                                              |                                                                 |                                                                 |                                                                 |                                                                 |                                                                 | 3                                                               |
| 30                                                              | Finlandia                                                                                  | FP                                                              | FP                                                              | L3                                                              | L3                                                              | L2                                                              | L2                                                              | P1                                                              | P1                                                              | P1                                                              | P1                                                              | P1                                                              | P1                                                              |                                                                 |                                                                 |                                                                 |                                                                 |                                                                 | 3+1                                                             |
| 31-34                                                           | Gruzja • Bośnia i Hercegowina • Irlandia • Słowenia                                        | L3                                                              | L3                                                              | L3                                                              | L2                                                              | L2                                                              | L2                                                              | P1                                                              | P1                                                              | P1                                                              | P1                                                              | P1                                                              | P1                                                              |                                                                 |                                                                 |                                                                 |                                                                 |                                                                 | 3                                                               |
| 35–42                                                           | Litwa • Mołdawia • Azerbejdżan • Łotwa • Macedonia • Kazachstan • Islandia • Czarnogóra    | L3                                                              | L3                                                              | L2                                                              | L2                                                              | P1                                                              | P1                                                              |                                                                 |                                                                 |                                                                 |                                                                 |                                                                 |                                                                 |                                                                 |                                                                 |                                                                 |                                                                 |                                                                 | 3                                                               |
| 43                                                              | Liechtenstein                                                                              | P1                                                              | P1                                                              | P1                                                              | P1                                                              | P1                                                              | P1                                                              |                                                                 |                                                                 |                                                                 |                                                                 |                                                                 |                                                                 |                                                                 |                                                                 |                                                                 |                                                                 |                                                                 | 1                                                               |
| 44–51                                                           | Albania • Malta • Walia • Estonia • Irlandia Północna • Luksemburg • Armenia • Wyspy Owcze | L3                                                              | L3                                                              | L2                                                              | L2                                                              | P1                                                              | P1                                                              |                                                                 |                                                                 |                                                                 |                                                                 |                                                                 |                                                                 |                                                                 |                                                                 |                                                                 |                                                                 |                                                                 | 3                                                               |
| 52–53                                                           | Andora • San Marino                                                                        | L2                                                              | L2                                                              | L2                                                              | P1                                                              | P1                                                              | P1                                                              |                                                                 |                                                                 |                                                                 |                                                                 |                                                                 |                                                                 |                                                                 |                                                                 |                                                                 |                                                                 |                                                                 | 2                                                               |
| Razem                                                           | Razem                                                                                      | 76                                                              | 76                                                              | 76                                                              | 76                                                              | 76                                                              | 76                                                              | 42                                                              | 42                                                              | 42                                                              | 42                                                              | 42                                                              | 42                                                              | 18                                                              | 18                                                              | 18                                                              | 18                                                              | 7                                                               | 161                                                             |

#### Miejsce dla obrońcy tytułu Ligi Europy UEFA
Zgodnie z punktem 2.06 regulaminu rozgrywek Ligi Europy UEFA 2013/2014, obrońca tytułu z poprzedniej edycji ma zagwarantowane miejsce w tych rozgrywkach, o ile nie zakwalifikował się – dzięki pozycji zajętej w tabeli ligowej – do Ligi Mistrzów UEFA. Wówczas miał on prawo gry w fazie grupowej Ligi Europy UEFA. Obowiązywały przy tym następujące zasady:
1. jeśli obrońca tytułu zakwalifikował się do Ligi Europy UEFA również dzięki miejscu w lidze lub udziałowi w finale pucharu krajowego, wtedy liczba miejsc przysługujących danej federacji nie ulega zmianie;
2. jeśli obrońca tytułu nie zajął żadnego z miejsc w rozgrywkach krajowych uprawniających do gry w europejskich pucharach, występuje on w Lidze Europy UEFA jako dodatkowa drużyna z danej federacji.

Zwycięzca Ligi Europy UEFA 2012/2013 – Chelsea – uzyskał prawo gry w Lidze Mistrzów UEFA. W tej sytuacji nastąpiła zmiana w podziale miejsc w Lidze Europy:
- miejsce w fazie grupowej zajął zdobywca pucharu Rosji 2012/2013 (7. miejsce w rankingu),
- miejsce w fazie play-off kwalifikacji zajął zdobywca Pucharu Cypru 2012/2013 (16. miejsce w rankingu),
- miejsce w III rundzie kwalifikacyjnej zajął zdobywca Pucharu Czech 2012/2013 (19. miejsce w rankingu),
- miejsce w II rundzie kwalifikacyjnej zajęli zdobywcy Pucharu Irlandii i Słowenii 2012/2013 (33. i 34. miejsce w rankingu).

## Przedstawiciele poszczególnych federacji
Federacje piłkarskie zostały ułożone w kolejności zgodnej z pozycjami zajmowanymi w rankingu współczynników ligowych UEFA 2012.
Oznaczenia w tabeli:
- wsp. – współczynnik klubowy drużyny z 2013 roku,
- runda pierwsza – runda, w której dana drużyna rozpoczęła swój udział w rozgrywkach,
- runda ostatnia – runda, w której dana drużyna zakończyła swój udział w rozgrywkach,
- – zdobywca pucharu krajowego,
- – finalista pucharu krajowego (oznaczenie użyte w przypadkach, w których wyróżnienie w tabeli obu finalistów uzasadnia podział miejsc w Lidze Europy UEFA).

### Miejsca 1–10 w rankingu UEFA
Anglia
| Drużyna         | Drużyna           | Wsp.                           | Sposób kwalifikacji            | Runda pierwsza              | Runda ostatnia  |
| --------------- | ----------------- | ------------------------------ | ------------------------------ | --------------------------- | --------------- |
|                 | Manchester United | 130.592                        | 1. miejsce w lidze (2012/2013) | faza grupowa LM             | 1/4 finału LM   |
| Manchester City | 70.592            | 2. miejsce w lidze (2012/2013) | faza grupowa LM                | 1/8 finału LM               |                 |
| Chelsea         | 137.592           | 3. miejsce w lidze (2012/2013) | faza grupowa LM                | 1/2 finału LM               |                 |
|                 | Arsenal           | 113.592                        | 4. miejsce w lidze (2012/2013) | runda play-off LM           | 1/8 finału LM   |
|                 | Wigan Athletic    | 16.592                         | zdobywca pucharu (2012/2013)   | faza grupowa LE             | faza grupowa LE |
|                 | Tottenham Hotspur | 69.592                         | 5. miejsce w lidze (2012/2013) | runda play-off LE           | 1/8 finału LE   |
|                 | Swansea City      | 16.592                         | zdob. pucharu ligi (2012/2013) | III runda kwalifikacyjna LE | 1/16 finału LE  |

Hiszpania
| Drużyna         | Drużyna       | Wsp.                           | Sposób kwalifikacji            | Runda pierwsza              | Runda ostatnia  |
| --------------- | ------------- | ------------------------------ | ------------------------------ | --------------------------- | --------------- |
|                 | FC Barcelona  | 157.605                        | 1. miejsce w lidze (2012/2013) | faza grupowa LM             | 1/4 finału LM   |
| Real Madryt     | 136.605       | 2. miejsce w lidze (2012/2013) | faza grupowa LM                | zwycięzca LM                |                 |
| Atlético Madryt | 99.605        | 3. miejsce w lidze (2012/2013) | faza grupowa LM                | finalista LM                |                 |
|                 | Real Sociedad | 17.605                         | 4. miejsce w lidze (2012/2013) | runda play-off LM           | faza grupowa LM |
|                 | Valencia CF   | 102.605                        | 5. miejsce w lidze (2012/2013) | faza grupowa LE             | 1/2 finału LE   |
|                 | Real Betis    | 17.605                         | 7. miejsce w lidze (2012/2013) | runda play-off LE           | 1/8 finału LE   |
|                 | Sevilla FC    | 55.105                         | 9. miejsce w lidze (2012/2013) | III runda kwalifikacyjna LE | zwycięzca LE    |

Uwaga 1: Málaga CF zajęła 6. miejsce w lidze, które dawało jej prawo gry w Lidze Europy 2013/2014. UEFA wykluczyła jednak hiszpański klub na 1 rok z gry w europejskich pucharach. Rayo Vallecano, które zajęło ósme miejsce w lidze nie otrzymało licencji na grę w Lidze Europy, tym samym prawo gry otrzymała 9. w ligowej tabeli Sevilla FC.
Niemcy
| Drużyna           | Drużyna             | Wsp.                           | Sposób kwalifikacji            | Runda pierwsza              | Runda ostatnia    |
| ----------------- | ------------------- | ------------------------------ | ------------------------------ | --------------------------- | ----------------- |
|                   | Bayern Monachium    | 146.922                        | 1. miejsce w lidze (2012/2013) | faza grupowa LM             | 1/2 finału LM     |
| Borussia Dortmund | 61.922              | 2. miejsce w lidze (2012/2013) | faza grupowa LM                | 1/4 finału LM               |                   |
| Bayer Leverkusen  | 53.922              | 3. miejsce w lidze (2012/2013) | faza grupowa LM                | 1/8 finału LM               |                   |
|                   | FC Schalke 04       | 84.922                         | 4. miejsce w lidze (2012/2013) | runda play-off LM           | 1/8 finału LM     |
|                   | SC Freiburg         | 15.922                         | 5. miejsce w lidze (2012/2013) | faza grupowa LE             | faza grupowa LE   |
|                   | Eintracht Frankfurt | 15.922                         | 6. miejsce w lidze (2012/2013) | runda play-off LE           | 1/16 finału LE    |
|                   | VfB Stuttgart       | 59.922                         | finalista pucharu (2012/2013)  | III runda kwalifikacyjna LE | runda play-off LE |

Włochy
| Drużyna | Drużyna    | Wsp.                           | Sposób kwalifikacji            | Runda pierwsza              | Runda ostatnia    |
| ------- | ---------- | ------------------------------ | ------------------------------ | --------------------------- | ----------------- |
|         | Juventus   | 70.829                         | 1. miejsce w lidze (2012/2013) | faza grupowa LM             | 1/2 finału LE     |
| Napoli  | 46.829     | 2. miejsce w lidze (2012/2013) | faza grupowa LM                | 1/8 finału LE               |                   |
|         | Milan      | 93.829                         | 3. miejsce w lidze (2012/2013) | runda play-off LM           | 1/8 finału LM     |
|         | Lazio      | 41.829                         | zdobywca pucharu (2012/2013)   | faza grupowa LE             | 1/16 finału LE    |
|         | Fiorentina | 42.829                         | 4. miejsce w lidze (2012/2013) | runda play-off LE           | 1/8 finału LE     |
|         | Udinese    | 42.829                         | 5. miejsce w lidze (2012/2013) | III runda kwalifikacyjna LE | runda play-off LE |

Portugalia
| Drużyna    | Drużyna              | Wsp.                           | Sposób kwalifikacji            | Runda pierwsza              | Runda ostatnia    |
| ---------- | -------------------- | ------------------------------ | ------------------------------ | --------------------------- | ----------------- |
|            | FC Porto             | 104.833                        | 1. miejsce w lidze (2012/2013) | faza grupowa LM             | 1/4 finału LE     |
| SL Benfica | 102.833              | 2. miejsce w lidze (2012/2013) | faza grupowa LM                | finalista LE                |                   |
|            | FC Paços de Ferreira | 12.833                         | 3. miejsce w lidze (2012/2013) | runda play-off LM           | faza grupowa LE   |
|            | Vitória Guimarães    | 14.333                         | zdobywca pucharu (2012/2013)   | faza grupowa LE             | faza grupowa LE   |
|            | SC Braga             | 62.833                         | 4. miejsce w lidze (2012/2013) | runda play-off LE           | runda play-off LE |
|            | GD Estoril-Praia     | 11.833                         | 5. miejsce w lidze (2012/2013) | III runda kwalifikacyjna LE | faza grupowa LE   |

Francja
| Drużyna            | Drużyna             | Wsp.                           | Sposób kwalifikacji            | Runda pierwsza              | Runda ostatnia    |
| ------------------ | ------------------- | ------------------------------ | ------------------------------ | --------------------------- | ----------------- |
|                    | Paris Saint-Germain | 71.800                         | 1. miejsce w lidze (2012/2013) | faza grupowa LM             | 1/4 finału LM     |
| Olympique Marsylia | 78.800              | 2. miejsce w lidze (2012/2013) | faza grupowa LM                | faza grupowa LM             |                   |
|                    | Olympique Lyon      | 95.800                         | 3. miejsce w lidze (2012/2013) | III runda kwalifikacyjna LM | 1/4 finału LE     |
|                    | Girondins Bordeaux  | 59.800                         | zdobywca pucharu (2012/2013)   | faza grupowa LE             | faza grupowa LE   |
|                    | OGC Nice            | 11.800                         | 4. miejsce w lidze (2012/2013) | runda play-off LE           | runda play-off LE |
|                    | AS Saint-Étienne    | 26.800                         | zdob. pucharu ligi (2012/2013) | III runda kwalifikacyjna LE | runda play-off LE |

Rosja
| Drużyna | Drużyna          | Wsp.   | Sposób kwalifikacji            | Runda pierwsza              | Runda ostatnia    |
| ------- | ---------------- | ------ | ------------------------------ | --------------------------- | ----------------- |
|         | CSKA Moskwa      | 77.766 | 1. miejsce w lidze (2012/2013) | faza grupowa LM             | faza grupowa LM   |
|         | Zenit Petersburg | 70.766 | 2. miejsce w lidze (2012/2013) | III runda kwalifikacyjna LM | 1/8 finału LM     |
|         | Anży Machaczkała | 20.266 | 3. miejsce w lidze (2012/2013) | faza grupowa LE             | 1/8 finału LM     |
|         | Spartak Moskwa   | 40.766 | 4. miejsce w lidze (2012/2013) | runda play-off LE           | runda play-off LE |
|         | Kubań Krasnodar  | 9.266  | 5. miejsce w lidze (2012/2013) | III runda kwalifikacyjna LE | faza grupowa LE   |
|         | Rubin Kazań      | 58.266 | 6. miejsce w lidze (2012/2013) | II runda kwalifikacyjna LE  | 1/16 finału LE    |

Holandia
| Drużyna   | Drużyna       | Wsp.                           | Sposób kwalifikacji            | Runda pierwsza              | Runda ostatnia              |
| --------- | ------------- | ------------------------------ | ------------------------------ | --------------------------- | --------------------------- |
|           | Ajax          | 64.945                         | 1. miejsce w lidze (2012/2013) | faza grupowa LM             | 1/16 finału LE              |
|           | PSV Eindhoven | 64.945                         | 2. miejsce w lidze (2012/2013) | III runda kwalifikacyjna LM | faza grupowa LE             |
|           | AZ Alkmaar    | 39.445                         | zdobywca pucharu (2012/2013)   | runda play-off LE           | 1/4 finału LE               |
| Feyenoord | 13.945        | 3. miejsce w lidze (2012/2013) | runda play-off LE              | runda play-off LE           |                             |
|           | Vitesse       | 9.945                          | 4. miejsce w lidze (2012/2013) | III runda kwalifikacyjna LE | III runda kwalifikacyjna LE |
|           | Utrecht       | 13.945                         | zwycięzca baraży (2012/2013)   | II runda kwalifikacyjna LE  | II runda kwalifikacyjna LE  |

Ukraina
| Drużyna | Drużyna            | Wsp.                           | Sposób kwalifikacji            | Runda pierwsza              | Runda ostatnia              |
| ------- | ------------------ | ------------------------------ | ------------------------------ | --------------------------- | --------------------------- |
|         | Szachtar Donieck   | 94.951                         | 1. miejsce w lidze (2012/2013) | faza grupowa LM             | 1/16 finału LE              |
|         | Metalist Charków   | 62.451                         | 2. miejsce w lidze (2012/2013) | III runda kwalifikacyjna LM | wykluczony z rozgrywek      |
|         | Dynamo Kijów       | 68.951                         | 3. miejsce w lidze (2012/2013) | runda play-off LE           | 1/16 finału LE              |
| Dnipro  | 23.951             | 4. miejsce w lidze (2012/2013) | runda play-off LE              | 1/16 finału LE              |                             |
|         | Metałurh Donieck   | 12.451                         | 5. miejsce w lidze (2012/2013) | III runda kwalifikacyjna LE | III runda kwalifikacyjna LE |
|         | Czornomoreć Odessa | 9.951                          | finalista pucharu (2012/2013)  | II runda kwalifikacyjna LE  | 1/16 finału LE              |

Grecja
| Drużyna | Drużyna          | Wsp.   | Sposób kwalifikacji            | Runda pierwsza              | Runda ostatnia              |
| ------- | ---------------- | ------ | ------------------------------ | --------------------------- | --------------------------- |
|         | Olympiakos SFP   | 57.800 | 1. miejsce w lidze (2012/2013) | faza grupowa LM             | 1/8 finału LM               |
|         | PAOK FC          | 28.800 | 2. miejsce w lidze (2012/2013) | III runda kwalifikacyjna LM | 1/16 finału LE              |
|         | PAE Atromitos    | 8.300  | 3. miejsce w lidze (2012/2013) | runda play-off LE           | runda play-off LE           |
|         | Asteras Tripolis | 7.800  | 4. miejsce w lidze (2012/2013) | III runda kwalifikacyjna LE | III runda kwalifikacyjna LE |
|         | AO Ksanti        | 6.800  | 7. miejsce w lidze (2012/2013) | II runda kwalifikacyjna LE  | III runda kwalifikacyjna LE |

Uwaga 1: PAS Janina nie otrzymała licencji na grę w Lidze Europy 2013/2014. Zwycięzca baraży o 6. miejsce Panathinaikos AO również nie otrzymał licencji na grę w tych rozgrywkach dzięki czemu prawo gry otrzymała drużyna AO Ksanti.

### Miejsca 11–20 w rankingu UEFA
Turcja
| Drużyna | Drużyna        | Wsp.   | Sposób kwalifikacji            | Runda pierwsza              | Runda ostatnia              |
| ------- | -------------- | ------ | ------------------------------ | --------------------------- | --------------------------- |
|         | Galatasaray SK | 54.400 | 1. miejsce w lidze (2012/2013) | faza grupowa LM             | 1/8 finału LM               |
|         | Fenerbahçe SK  | 46.400 | 2. miejsce w lidze (2012/2013) | III runda kwalifikacyjna LM | wykluczony z rozgrywek      |
|         | Beşiktaş JK    | 34.900 | 3. miejsce w lidze (2012/2013) | runda play-off LE           | wykluczony z rozgrywek      |
|         | Bursaspor      | 14.900 | 4. miejsce w lidze (2012/2013) | III runda kwalifikacyjna LE | III runda kwalifikacyjna LE |
|         | Trabzonspor    | 21.400 | finalista pucharu (2012/2013)  | II runda kwalifikacyjna LE  | 1/16 finału LE              |

Uwaga 1: UEFA wykluczyła z rozgrywek europejskich kluby Fenerbahçe SK (na dwa lata) i Beşiktaş JK (na rok) za „ustawianie” meczów. Biorą jednak udział w rozgrywkach dopóki Sportowy Sąd Arbitrażowy nie wyda ostatecznej decyzji w tej sprawie.
Belgia
| Drużyna | Drużyna          | Wsp.   | Sposób kwalifikacji            | Runda pierwsza              | Runda ostatnia              |
| ------- | ---------------- | ------ | ------------------------------ | --------------------------- | --------------------------- |
|         | RSC Anderlecht   | 44.880 | 1. miejsce w lidze (2012/2013) | faza grupowa LM             | faza grupowa LM             |
|         | SV Zulte Waregem | 6.880  | 2. miejsce w lidze (2012/2013) | III runda kwalifikacyjna LM | faza grupowa LE             |
|         | KRC Genk         | 26.880 | zdobywca pucharu (2012/2013)   | runda play-off LE           | 1/16 finału LE              |
|         | Club Brugge      | 36.880 | 4. miejsce w lidze (2012/2013) | III runda kwalifikacyjna LE | III runda kwalifikacyjna LE |
|         | Standard Liège   | 45.880 | zwycięzca baraży (2012/2013)   | II runda kwalifikacyjna LE  | faza grupowa LE             |

Dania
| Drużyna | Drużyna         | Wsp.   | Sposób kwalifikacji            | Runda pierwsza              | Runda ostatnia              |
| ------- | --------------- | ------ | ------------------------------ | --------------------------- | --------------------------- |
|         | FC Kopenhaga    | 47.140 | 1. miejsce w lidze (2012/2013) | faza grupowa LM             | faza grupowa LM             |
|         | FC Nordsjælland | 12.640 | 2. miejsce w lidze (2012/2013) | III runda kwalifikacyjna LM | runda play-off LE           |
|         | Esbjerg fB      | 5.140  | zdobywca pucharu (2012/2013)   | runda play-off LE           | 1/16 finału LE              |
|         | Randers FC      | 7.140  | 3. miejsce w lidze (2012/2013) | III runda kwalifikacyjna LE | III runda kwalifikacyjna LE |
|         | Aalborg BK      | 19.640 | 5. miejsce w lidze (2012/2013) | II runda kwalifikacyjna LE  | II runda kwalifikacyjna LE  |

Szwajcaria
| Drużyna                 | Drużyna         | Wsp.                           | Sposób kwalifikacji            | Runda pierwsza              | Runda ostatnia              |
| ----------------------- | --------------- | ------------------------------ | ------------------------------ | --------------------------- | --------------------------- |
|                         | FC Basel        | 59.785                         | 1. miejsce w lidze (2012/2013) | III runda kwalifikacyjna LM | 1/4 finału LE               |
| Grasshopper Club Zurych | 7.285           | 2. miejsce w lidze (2012/2013) | III runda kwalifikacyjna LM    | runda play-off LE           |                             |
|                         | FC Sankt Gallen | 6.360                          | 3. miejsce w lidze (2012/2013) | runda play-off LE           | faza grupowa LE             |
|                         | FC Zürich       | 16.785                         | 4. miejsce w lidze (2012/2013) | III runda kwalifikacyjna LE | III runda kwalifikacyjna LE |
|                         | FC Thun         | 7.285                          | 5. miejsce w lidze (2012/2013) | II runda kwalifikacyjna LE  | faza grupowa LE             |

Austria
| Drużyna           | Drużyna        | Wsp.                           | Sposób kwalifikacji            | Runda pierwsza              | Runda ostatnia             |
| ----------------- | -------------- | ------------------------------ | ------------------------------ | --------------------------- | -------------------------- |
|                   | Austria Wiedeń | 16.575                         | 1. miejsce w lidze (2012/2013) | III runda kwalifikacyjna LM | faza grupowa LM            |
| Red Bull Salzburg | 28.075         | 2. miejsce w lidze (2012/2013) | III runda kwalifikacyjna LM    | 1/8 finału LE               |                            |
|                   | FC Pasching    | 5.075                          | zdobywca pucharu (2012/2013)   | runda play-off LE           | runda play-off LE          |
|                   | Rapid Wiedeń   | 13.075                         | 3. miejsce w lidze (2012/2013) | III runda kwalifikacyjna LE | faza grupowa LE            |
|                   | Sturm Graz     | 11.575                         | 4. miejsce w lidze (2012/2013) | II runda kwalifikacyjna LE  | II runda kwalifikacyjna LE |

Cypr
| Drużyna        | Drużyna              | Wsp.                           | Sposób kwalifikacji            | Runda pierwsza              | Runda ostatnia             |
| -------------- | -------------------- | ------------------------------ | ------------------------------ | --------------------------- | -------------------------- |
|                | APOEL Nikozja        | 35.366                         | 1. miejsce w lidze (2012/2013) | III runda kwalifikacyjna LM | faza grupowa LE            |
|                | Apollon Limassol     | 6.366                          | zdobywca pucharu (2012/2013)   | runda play-off LE           | faza grupowa LE            |
|                | Anorthosis Famagusta | 17.366                         | 2. miejsce w lidze (2012/2013) | II runda kwalifikacyjna LE  | II runda kwalifikacyjna LE |
| Omonia Nikozja | 10.366               | 3. miejsce w lidze (2012/2013) | II runda kwalifikacyjna LE     | II runda kwalifikacyjna LE  |                            |

Izrael
| Drużyna         | Drużyna          | Wsp.                           | Sposób kwalifikacji            | Runda pierwsza              | Runda ostatnia              |
| --------------- | ---------------- | ------------------------------ | ------------------------------ | --------------------------- | --------------------------- |
|                 | Maccabi Tel Awiw | 8.075                          | 1. miejsce w lidze (2012/2013) | II runda kwalifikacyjna LM  | 1/16 finału LE              |
|                 | Hapoel Ramat Gan | 4.575                          | zdobywca pucharu (2012/2013)   | III runda kwalifikacyjna LE | III runda kwalifikacyjna LE |
|                 | Maccabi Hajfa    | 13.575                         | 2. miejsce w lidze (2012/2013) | II runda kwalifikacyjna LE  | faza grupowa LE             |
| Hapoel Tel Awiw | 29.575           | 3. miejsce w lidze (2012/2013) | II runda kwalifikacyjna LE     | III runda kwalifikacyjna LE |                             |

Szkocja
| Drużyna   | Drużyna       | Wsp.                          | Sposób kwalifikacji            | Runda pierwsza              | Runda ostatnia              |
| --------- | ------------- | ----------------------------- | ------------------------------ | --------------------------- | --------------------------- |
|           | Celtic        | 37.538                        | 1. miejsce w lidze (2012/2013) | II runda kwalifikacyjna LM  | faza grupowa LM             |
|           | Motherwell    | 7.038                         | 2. miejsce w lidze (2012/2013) | III runda kwalifikacyjna LE | III runda kwalifikacyjna LE |
|           | St. Johnstone | 3.538                         | 3. miejsce w lidze (2012/2013) | II runda kwalifikacyjna LE  | III runda kwalifikacyjna LE |
| Hibernian | 4.038         | finalista pucharu (2012/2013) | II runda kwalifikacyjna LE     | II runda kwalifikacyjna LE  |                             |

Czechy
| Drużyna        | Drużyna         | Wsp.                           | Sposób kwalifikacji            | Runda pierwsza              | Runda ostatnia             |
| -------------- | --------------- | ------------------------------ | ------------------------------ | --------------------------- | -------------------------- |
|                | Viktoria Pilzno | 28.745                         | 1. miejsce w lidze (2012/2013) | II runda kwalifikacyjna LM  | 1/8 finału LE              |
|                | FK Jablonec     | 5.570                          | zdobywca pucharu (2012/2013)   | III runda kwalifikacyjna LE | runda play-off LE          |
|                | Sparta Praga    | 29.245                         | 2. miejsce w lidze (2012/2013) | II runda kwalifikacyjna LE  | II runda kwalifikacyjna LE |
| Slovan Liberec | 7.745           | 3. miejsce w lidze (2012/2013) | II runda kwalifikacyjna LE     | 1/16 finału LE              |                            |

Polska
| Drużyna       | Drużyna        | Wsp.                           | Sposób kwalifikacji            | Runda pierwsza             | Runda ostatnia              |
| ------------- | -------------- | ------------------------------ | ------------------------------ | -------------------------- | --------------------------- |
|               | Legia Warszawa | 13.650                         | 1. miejsce w lidze (2012/2013) | II runda kwalifikacyjna LM | faza grupowa LE             |
|               | Lech Poznań    | 23.650                         | 2. miejsce w lidze (2012/2013) | II runda kwalifikacyjna LE | III runda kwalifikacyjna LE |
| Śląsk Wrocław | 7.150          | 3. miejsce w lidze (2012/2013) | II runda kwalifikacyjna LE     | runda play-off LE          |                             |
| Piast Gliwice | 4.150          | 4. miejsce w lidze (2012/2013) | II runda kwalifikacyjna LE     | II runda kwalifikacyjna LE |                             |

### Miejsca 21–30 w rankingu UEFA
Chorwacja
| Drużyna            | Drużyna        | Wsp.                           | Sposób kwalifikacji            | Runda pierwsza             | Runda ostatnia              |
| ------------------ | -------------- | ------------------------------ | ------------------------------ | -------------------------- | --------------------------- |
|                    | Dinamo Zagrzeb | 25.916                         | 1. miejsce w lidze (2012/2013) | II runda kwalifikacyjna LM | faza grupowa LE             |
|                    | Hajduk Split   | 8.916                          | zdobywca pucharu (2012/2013)   | II runda kwalifikacyjna LE | III runda kwalifikacyjna LE |
| Lokomotiva Zagrzeb | 3.916          | 2. miejsce w lidze (2012/2013) | II runda kwalifikacyjna LE     | II runda kwalifikacyjna LE |                             |
| HNK Rijeka         | 4.916          | 3. miejsce w lidze (2012/2013) | II runda kwalifikacyjna LE     | faza grupowa LE            |                             |

Rumunia
| Drużyna            | Drużyna           | Wsp.                           | Sposób kwalifikacji            | Runda pierwsza             | Runda ostatnia    |
| ------------------ | ----------------- | ------------------------------ | ------------------------------ | -------------------------- | ----------------- |
|                    | Steaua Bukareszt  | 35.604                         | 1. miejsce w lidze (2012/2013) | II runda kwalifikacyjna LM | faza grupowa LM   |
|                    | Petrolul Ploeszti | 4.604                          | zdobywca pucharu (2012/2013)   | II runda kwalifikacyjna LE | runda play-off LE |
| Pandurii Târgu Jiu | 4.604             | 2. miejsce w lidze (2012/2013) | II runda kwalifikacyjna LE     | faza grupowa LE            |                   |
|                    | Astra Ploeszti    | 4.604                          | 4. miejsce w lidze (2012/2013) | I runda kwalifikacyjna LE  | runda play-off LE |

Białoruś
| Drużyna             | Drużyna      | Wsp.                      | Sposób kwalifikacji          | Runda pierwsza             | Runda ostatnia              |
| ------------------- | ------------ | ------------------------- | ---------------------------- | -------------------------- | --------------------------- |
|                     | BATE Borysów | 39.175                    | 1. miejsce w lidze (2012)    | II runda kwalifikacyjna LM | II runda kwalifikacyjna LM  |
|                     | FK Mińsk     | 4.675                     | zdobywca pucharu (2012/2013) | II runda kwalifikacyjna LE | runda play-off              |
| Szachcior Soligorsk | 5.175        | 2. miejsce w lidze (2012) | II runda kwalifikacyjna LE   | II runda kwalifikacyjna LE |                             |
|                     | Dynama Mińsk | 6.175                     | 3. miejsce w lidze (2012)    | I runda kwalifikacyjna LE  | III runda kwalifikacyjna LE |

Szwecja
| Drużyna   | Drużyna      | Wsp.                          | Sposób kwalifikacji        | Runda pierwsza              | Runda ostatnia             |
| --------- | ------------ | ----------------------------- | -------------------------- | --------------------------- | -------------------------- |
|           | IF Elfsborg  | 8.125                         | 1. miejsce w lidze (2012)  | II runda kwalifikacyjna LM  | faza grupowa LE            |
|           | IFK Göteborg | 5.125                         | zdobywca pucharu (2012)    | II runda kwalifikacyjna LE  | II runda kwalifikacyjna LE |
| BK Häcken | 4.125        | 2. miejsce w lidze (2012)     | II runda kwalifikacyjna LE | III runda kwalifikacyjna LE |                            |
|           | Malmö FF     | 5.125                         | 3. miejsce w lidze (2012)  | III runda kwalifikacyjna LE | I runda kwalifikacyjna LE  |
| Gefle IF  | 3.625        | ranking Fair Play (2012/2013) | I runda kwalifikacyjna LE  | III runda kwalifikacyjna LE |                            |

Słowacja
| Drużyna     | Drużyna           | Wsp.                           | Sposób kwalifikacji            | Runda pierwsza              | Runda ostatnia              |
| ----------- | ----------------- | ------------------------------ | ------------------------------ | --------------------------- | --------------------------- |
|             | Slovan Bratysława | 14.974                         | 1. miejsce w lidze (2012/2013) | II runda kwalifikacyjna LM  | II runda kwalifikacyjna LM  |
|             | FK Senica         | 4.341                          | 2. miejsce w lidze (2012/2013) | II runda kwalifikacyjna LE  | II runda kwalifikacyjna LE  |
| AS Trenczyn | 2.841             | 3. miejsce w lidze (2012/2013) | II runda kwalifikacyjna LE     | III runda kwalifikacyjna LE |                             |
|             | MŠK Žilina        | 15.841                         | finalista pucharu (2012/2013)  | I runda kwalifikacyjna LE   | III runda kwalifikacyjna LE |

Norwegia
| Drużyna         | Drużyna      | Wsp.                          | Sposób kwalifikacji        | Runda pierwsza              | Runda ostatnia             |
| --------------- | ------------ | ----------------------------- | -------------------------- | --------------------------- | -------------------------- |
|                 | Molde FK     | 7.835                         | 1. miejsce w lidze (2012)  | II runda kwalifikacyjna LM  | runda play-off LE          |
|                 | IL Hødd      | 2.835                         | zdobywca pucharu (2012)    | II runda kwalifikacyjna LE  | II runda kwalifikacyjna LE |
| Strømsgodset IF | 3.835        | 2. miejsce w lidze (2012)     | II runda kwalifikacyjna LE | III runda kwalifikacyjna LE |                            |
|                 | Rosenborg BK | 16.835                        | 3. miejsce w lidze (2012)  | I runda kwalifikacyjna LE   | II runda kwalifikacyjna LE |
| Tromsø IL       | 6.335        | ranking Fair Play (2012/2013) | I runda kwalifikacyjna LE  | faza grupowa LE             |                            |

Serbia
| Drużyna          | Drużyna          | Wsp.                           | Sposób kwalifikacji            | Runda pierwsza              | Runda ostatnia             |
| ---------------- | ---------------- | ------------------------------ | ------------------------------ | --------------------------- | -------------------------- |
|                  | Partizan Belgrad | 17.425                         | 1. miejsce w lidze (2012/2013) | II runda kwalifikacyjna LM  | runda play-off LE          |
|                  | FK Jagodina      | 3.175                          | zdobywca pucharu (2012/2013)   | II runda kwalifikacyjna LE  | II runda kwalifikacyjna LE |
| FK Crvena zvezda | 8.425            | 2. miejsce w lidze (2012/2013) | II runda kwalifikacyjna LE     | III runda kwalifikacyjna LE |                            |
|                  | FK Vojvodina     | 5.425                          | 3. miejsce w lidze (2012/2013) | I runda kwalifikacyjna LE   | runda play-off LE          |

Bułgaria
| Drużyna       | Drużyna            | Wsp.                           | Sposób kwalifikacji            | Runda pierwsza              | Runda ostatnia             |
| ------------- | ------------------ | ------------------------------ | ------------------------------ | --------------------------- | -------------------------- |
|               | Łudogorec Razgrad  | 3.450                          | 1. miejsce w lidze (2012/2013) | II runda kwalifikacyjna LM  | 1/8 finału LE              |
|               | Beroe Stara Zagora | 3.450                          | zdobywca pucharu (2012/2013)   | II runda kwalifikacyjna LE  | II runda kwalifikacyjna LE |
|               | Lewski Sofia       | 11.950                         | 2. miejsce w lidze (2012/2013) | I runda kwalifikacyjna LE   | I runda kwalifikacyjna LE  |
| Botew Płowdiw | 2.450              | 4. miejsce w lidze (2012/2013) | I runda kwalifikacyjna LE      | III runda kwalifikacyjna LE |                            |

Uwaga 1: Trzecia drużyna sezonu CSKA Sofia nie otrzymała licencji na grę w pucharach, dlatego zastąpił ją czwarty w tabeli Botew Płowdiw.
Węgry
| Drużyna            | Drużyna       | Wsp.                           | Sposób kwalifikacji            | Runda pierwsza             | Runda ostatnia             |
| ------------------ | ------------- | ------------------------------ | ------------------------------ | -------------------------- | -------------------------- |
|                    | Győri ETO     | 3.850                          | 1. miejsce w lidze (2012/2013) | II runda kwalifikacyjna LM | II runda kwalifikacyjna LM |
|                    | Debreceni VSC | 9.850                          | zdobywca pucharu (2012/2013)   | II runda kwalifikacyjna LE | II runda kwalifikacyjna LE |
|                    | Videoton FC   | 7.850                          | 2. miejsce w lidze (2012/2013) | I runda kwalifikacyjna LE  | I runda kwalifikacyjna LE  |
| Budapest Honvéd FC | 3.850         | 3. miejsce w lidze (2012/2013) | I runda kwalifikacyjna LE      | II runda kwalifikacyjna LE |                            |

Finlandia
| Drużyna          | Drużyna      | Wsp.                          | Sposób kwalifikacji       | Runda pierwsza             | Runda ostatnia             |  |
| ---------------- | ------------ | ----------------------------- | ------------------------- | -------------------------- | -------------------------- |  |
|                  | HJK Helsinki | 6.701                         | 1. miejsce w lidze (2012) | II runda kwalifikacyjna LM | II runda kwalifikacyjna LM |  |
|                  | FC Honka     | 3.701                         | zdobywca pucharu ((2012)) | II runda kwalifikacyjna LE | II runda kwalifikacyjna LE |  |
|                  | Inter Turku  | 4.201                         | 2. miejsce w lidze (2012) | I runda kwalifikacyjna LE  | I runda kwalifikacyjna LE  |  |
| Turun Palloseura | 2.701        | 3. miejsce w lidze (2012)     | I runda kwalifikacyjna LE | I runda kwalifikacyjna LE  |                            |  |
| IFK Mariehamn    | 1.701        | ranking Fair Play (2012/2013) | I runda kwalifikacyjna LE | I runda kwalifikacyjna LE  |                            |  |

### Miejsca 31–40 w rankingu UEFA
Gruzja
| Drużyna            | Drużyna         | Wsp.                           | Sposób kwalifikacji            | Runda pierwsza             | Runda ostatnia            |
| ------------------ | --------------- | ------------------------------ | ------------------------------ | -------------------------- | ------------------------- |
|                    | Dinamo Tbilisi  | 5.333                          | 1. miejsce w lidze (2012/2013) | II runda kwalifikacyjna LM | runda play-off LE         |
|                    | Dila Gori       | 3.333                          | 2. miejsce w lidze (2012/2013) | II runda kwalifikacyjna LE | runda play-off LE         |
|                    | Torpedo Kutaisi | 2.083                          | 3. miejsce w lidze (2012/2013) | I runda kwalifikacyjna LE  | I runda kwalifikacyjna LE |
| Czichura Saczchere | 1.833           | 4. miejsce w lidze (2012/2013) | I runda kwalifikacyjna LE      | II runda kwalifikacyjna LE |                           |

Bośnia i Hercegowina
| Drużyna         | Drużyna          | Wsp.                           | Sposób kwalifikacji            | Runda pierwsza             | Runda ostatnia              |
| --------------- | ---------------- | ------------------------------ | ------------------------------ | -------------------------- | --------------------------- |
|                 | FK Željezničar   | 4.566                          | 1. miejsce w lidze (2012/2013) | II runda kwalifikacyjna LM | II runda kwalifikacyjna LM  |
|                 | NK Široki Brijeg | 3.316                          | zdobywca pucharu (2012/2013)   | II runda kwalifikacyjna LE | III runda kwalifikacyjna LE |
|                 | FK Sarajevo      | 5.066                          | 2. miejsce w lidze (2012/2013) | I runda kwalifikacyjna LE  | II runda kwalifikacyjna LE  |
| Zrinjski Mostar | 3.566            | 9. miejsce w lidze (2012/2013) | I runda kwalifikacyjna LE      | II runda kwalifikacyjna LE |                             |

Uwaga 1: Zrinjski Mostar był najwyżej sklasyfikowaną w lidze drużyną, która otrzymała licencję na grę w europejskich pucharach.
Irlandia
| Drużyna                | Drużyna         | Wsp.                      | Sposób kwalifikacji       | Runda pierwsza             | Runda ostatnia             |
| ---------------------- | --------------- | ------------------------- | ------------------------- | -------------------------- | -------------------------- |
|                        | Sligo Rovers    | 3.225                     | 1. miejsce w lidze (2012) | II runda kwalifikacyjna LM | II runda kwalifikacyjna LM |
|                        | Derry City      | 1.475                     | zdobywca pucharu (2012)   | II runda kwalifikacyjna LE | II runda kwalifikacyjna LE |
|                        | Drogheda United | 1.475                     | 2. miejsce w lidze (2012) | I runda kwalifikacyjna LE  | I runda kwalifikacyjna LE  |
| St. Patrick’s Athletic | 5.975           | 3. miejsce w lidze (2012) | I runda kwalifikacyjna LE | I runda kwalifikacyjna LE  |                            |

Słowenia
| Drużyna  | Drużyna          | Wsp.                          | Sposób kwalifikacji            | Runda pierwsza             | Runda ostatnia             |
| -------- | ---------------- | ----------------------------- | ------------------------------ | -------------------------- | -------------------------- |
|          | NK Maribor       | 9.941                         | 1. miejsce w lidze (2012/2013) | II runda kwalifikacyjna LM | 1/16 finału LE             |
|          | Olimpija Lublana | 3.691                         | 2. miejsce w lidze (2012/2013) | II runda kwalifikacyjna LE | II runda kwalifikacyjna LE |
|          | NK Domžale       | 2.441                         | 3. miejsce w lidze (2012/2013) | I runda kwalifikacyjna LE  | I runda kwalifikacyjna LE  |
| NK Celje | 2.191            | finalista pucharu (2012/2013) | I runda kwalifikacyjna LE      | I runda kwalifikacyjna LE  |                            |

Litwa
| Drużyna          | Drużyna           | Wsp.                      | Sposób kwalifikacji          | Runda pierwsza             | Runda ostatnia             |
| ---------------- | ----------------- | ------------------------- | ---------------------------- | -------------------------- | -------------------------- |
|                  | Ekranas Poniewież | 6.300                     | 1. miejsce w lidze (2012)    | II runda kwalifikacyjna LM | II runda kwalifikacyjna LM |
|                  | Žalgiris Wilno    | 1.800                     | zdobywca pucharu (2012/2013) | I runda kwalifikacyjna LE  | runda play-of              |
| Sūduva Mariampol | 3.300             | 3. miejsce w lidze (2012) | I runda kwalifikacyjna LE    | I runda kwalifikacyjna LE  |                            |
| Kruoja Pokroje   | 1.300             | 4. miejsce w lidze (2012) | I runda kwalifikacyjna LE    | I runda kwalifikacyjna LE  |                            |

Mołdawia
| Drużyna          | Drużyna          | Wsp.                           | Sposób kwalifikacji            | Runda pierwsza              | Runda ostatnia            |
| ---------------- | ---------------- | ------------------------------ | ------------------------------ | --------------------------- | ------------------------- |
|                  | Sheriff Tyraspol | 11.533                         | 1. miejsce w lidze (2012/2013) | II runda kwalifikacyjna LM  | faza grupowa LE           |
|                  | FC Tiraspol      | 1.533                          | zdobywca pucharu (2012/2013)   | I runda kwalifikacyjna LE   | I runda kwalifikacyjna LE |
| Dacia Kiszyniów  | 4.033            | 2. miejsce w lidze (2012/2013) | I runda kwalifikacyjna LE      | II runda kwalifikacyjna LE  |                           |
| Milsami Orgiejów | 2.283            | 4. miejsce w lidze (2012/2013) | I runda kwalifikacyjna LE      | III runda kwalifikacyjna LE |                           |

Azerbejdżan
| Drużyna        | Drużyna    | Wsp.                           | Sposób kwalifikacji            | Runda pierwsza             | Runda ostatnia             |
| -------------- | ---------- | ------------------------------ | ------------------------------ | -------------------------- | -------------------------- |
|                | Neftçi PFK | 5.708                          | 1. miejsce w lidze (2012/2013) | II runda kwalifikacyjna LM | II runda kwalifikacyjna LM |
|                | Qarabağ FK | 5.708                          | 2. miejsce w lidze (2012/2013) | I runda kwalifikacyjna LE  | runda play-off LE          |
| İnter Baku     | 3.458      | 3. miejsce w lidze (2012/2013) | I runda kwalifikacyjna LE      | II runda kwalifikacyjna LE |                            |
| Xəzər Lenkoran | 2.958      | finalista pucharu (2012/2013)  | I runda kwalifikacyjna LE      | II runda kwalifikacyjna LE |                            |

Łotwa
| Drużyna            | Drużyna          | Wsp.                      | Sposób kwalifikacji          | Runda pierwsza             | Runda ostatnia              |
| ------------------ | ---------------- | ------------------------- | ---------------------------- | -------------------------- | --------------------------- |
|                    | Daugava Dyneburg | 1.658                     | 1. miejsce w lidze (2012)    | II runda kwalifikacyjna LM | II runda kwalifikacyjna LM  |
|                    | FK Ventspils     | 6.658                     | zdobywca pucharu (2012/2013) | I runda kwalifikacyjna LE  | III runda kwalifikacyjna LE |
| Skonto Ryga        | 3.408            | 2. miejsce w lidze (2012) | I runda kwalifikacyjna LE    | II runda kwalifikacyjna LE |                             |
| Liepājas Metalurgs | 3.658            | 4. miejsce w lidze (2012) | I runda kwalifikacyjna LE    | I runda kwalifikacyjna LE  |                             |

Macedonia
| Drużyna          | Drużyna       | Wsp.                           | Sposób kwalifikacji            | Runda pierwsza             | Runda ostatnia             |
| ---------------- | ------------- | ------------------------------ | ------------------------------ | -------------------------- | -------------------------- |
|                  | Wardar Skopje | 2.050                          | 1. miejsce w lidze (2012/2013) | II runda kwalifikacyjna LM | II runda kwalifikacyjna LM |
|                  | FK Teteks     | 2.050                          | zdobywca pucharu (2012/2013)   | I runda kwalifikacyjna LE  | I runda kwalifikacyjna LE  |
| Metałurg Skopje  | 2.300         | 2. miejsce w lidze (2012/2013) | I runda kwalifikacyjna LE      | I runda kwalifikacyjna LE  |                            |
| Horizont Turnowo | 1.050         | 3. miejsce w lidze (2012/2013) | I runda kwalifikacyjna LE      | II runda kwalifikacyjna LE |                            |

Kazachstan
| Drużyna         | Drużyna             | Wsp.                      | Sposób kwalifikacji       | Runda pierwsza             | Runda ostatnia            |
| --------------- | ------------------- | ------------------------- | ------------------------- | -------------------------- | ------------------------- |
|                 | Szachtior Karaganda | 2.941                     | 1. miejsce w lidze (2012) | II runda kwalifikacyjna LM | faza grupowa LE           |
|                 | FK Astana           | 1.191                     | zdobywca pucharu (2012)   | I runda kwalifikacyjna LE  | I runda kwalifikacyjna LE |
| Irtysz Pawłodar | 1.941               | 2. miejsce w lidze (2012) | I runda kwalifikacyjna LE | II runda kwalifikacyjna LE |                           |
| FK Aktöbe       | 6.191               | 3. miejsce w lidze (2012) | I runda kwalifikacyjna LE | runda play-off LE          |                           |

### Miejsca 41–53 w rankingu UEFA
Islandia
| Drużyna          | Drużyna | Wsp.                      | Sposób kwalifikacji       | Runda pierwsza              | Runda ostatnia             |
| ---------------- | ------- | ------------------------- | ------------------------- | --------------------------- | -------------------------- |
|                  | FH      | 4.083                     | 1. miejsce w lidze (2012) | II runda kwalifikacyjna LM  | runda play-off LE          |
|                  | KR      | 4.583                     | zdobywca pucharu (2012)   | I runda kwalifikacyjna LE   | II runda kwalifikacyjna LE |
| Breiðablik       | 2.583   | 2. miejsce w lidze (2012) | I runda kwalifikacyjna LE | III runda kwalifikacyjna LE |                            |
| ÍB Vestmannaeyja | 1.583   | 3. miejsce w lidze (2012) | I runda kwalifikacyjna LE | II runda kwalifikacyjna LE  |                            |

Czarnogóra
| Drużyna           | Drużyna         | Wsp.                           | Sposób kwalifikacji            | Runda pierwsza              | Runda ostatnia             |
| ----------------- | --------------- | ------------------------------ | ------------------------------ | --------------------------- | -------------------------- |
|                   | Sutjeska Nikšić | 1.300                          | 1. miejsce w lidze (2012/2013) | II runda kwalifikacyjna LM  | II runda kwalifikacyjna LM |
|                   | FK Čelik Nikšić | 1.550                          | 3. miejsce w lidze (2012/2013) | I runda kwalifikacyjna LE   | I runda kwalifikacyjna LE  |
| Rudar Pljevlja    | 2.800           | 5. miejsce w lidze (2012/2013) | I runda kwalifikacyjna LE      | II runda kwalifikacyjna LE  |                            |
| Mladost Podgorica | 1.050           | 6. miejsce w lidze (2012/2013) | I runda kwalifikacyjna LE      | III runda kwalifikacyjna LE |                            |

Uwaga: Zdobywca pucharu Czarnogóry i 2. miejsca w lidze Budućnost Podgorica oraz zdobywca 4. miejsca w lidze Grbalj Radanovići nie otrzymali licencji na grę w europejskich pucharach i zostali zastąpieni przez kolejne drużyny w ligowej tabeli.
Liechtenstein
| Drużyna | Drużyna  | Wsp.  | Sposób kwalifikacji          | Runda pierwsza            | Runda ostatnia            |
| ------- | -------- | ----- | ---------------------------- | ------------------------- | ------------------------- |
|         | FC Vaduz | 3.200 | zdobywca pucharu (2012/2013) | I runda kwalifikacyjna LE | I runda kwalifikacyjna LE |

Albania
| Drużyna      | Drużyna           | Wsp.                           | Sposób kwalifikacji            | Runda pierwsza             | Runda ostatnia            |
| ------------ | ----------------- | ------------------------------ | ------------------------------ | -------------------------- | ------------------------- |
|              | Skënderbeu Korcza | 2.833                          | 1. miejsce w lidze (2012/2013) | II runda kwalifikacyjna LM | runda play-off LE         |
|              | KF Laçi           | 1.083                          | zdobywca pucharu (2012/2013)   | I runda kwalifikacyjna LE  | I runda kwalifikacyjna LE |
| Kukësi       | 0.833             | 2. miejsce w lidze (2012/2013) | I runda kwalifikacyjna LE      | runda play-off LE          |                           |
| Teuta Durrës | 1.083             | 3. miejsce w lidze (2012/2013) | I runda kwalifikacyjna LE      | I runda kwalifikacyjna LE  |                           |

Malta
| Drużyna          | Drużyna       | Wsp.                           | Sposób kwalifikacji            | Runda pierwsza             | Runda ostatnia             |
| ---------------- | ------------- | ------------------------------ | ------------------------------ | -------------------------- | -------------------------- |
|                  | Birkirkara FC | 2.541                          | 1. miejsce w lidze (2012/2013) | II runda kwalifikacyjna LM | II runda kwalifikacyjna LM |
|                  | Hibernians    | 1.541                          | zdobywca pucharu (2012/2013)   | I runda kwalifikacyjna LE  | I runda kwalifikacyjna LE  |
| Valletta FC      | 3.791         | 3. miejsce w lidze (2012/2013) | I runda kwalifikacyjna LE      | II runda kwalifikacyjna LE |                            |
| Sliema Wanderers | 1.541         | 4. miejsce w lidze (2012/2013) | I runda kwalifikacyjna LE      | I runda kwalifikacyjna LE  |                            |

Walia
| Drużyna             | Drużyna             | Wsp.                           | Sposób kwalifikacji            | Runda pierwsza             | Runda ostatnia             |
| ------------------- | ------------------- | ------------------------------ | ------------------------------ | -------------------------- | -------------------------- |
|                     | The New Saints F.C. | 3.766                          | 1. miejsce w lidze (2012/2013) | II runda kwalifikacyjna LM | II runda kwalifikacyjna LM |
|                     | Prestatyn Town      | 0.516                          | zdobywca pucharu (2012/2013)   | I runda kwalifikacyjna LE  | II runda kwalifikacyjna LE |
| Airbus UK Broughton | 0.516               | 2. miejsce w lidze (2012/2013) | I runda kwalifikacyjna LE      | I runda kwalifikacyjna LE  |                            |
| Bala Town           | 0.516               | zwycięzca baraży (2012/2013)   | I runda kwalifikacyjna LE      | I runda kwalifikacyjna LE  |                            |

Estonia
| Drużyna              | Drużyna       | Wsp.                      | Sposób kwalifikacji          | Runda pierwsza             | Runda ostatnia            |
| -------------------- | ------------- | ------------------------- | ---------------------------- | -------------------------- | ------------------------- |
|                      | Nõmme Kalju   | 1.191                     | 1. miejsce w lidze (2012)    | II runda kwalifikacyjna LM | runda play-off LE         |
|                      | Flora Tallinn | 3.191                     | zdobywca pucharu (2012/2013) | I runda kwalifikacyjna LE  | I runda kwalifikacyjna LE |
| Tallinna FCI Levadia | 3.941         | 2. miejsce w lidze (2012) | I runda kwalifikacyjna LE    | II runda kwalifikacyjna LE |                           |
| JK Narva Trans       | 1.441         | 4. miejsce w lidze (2012) | I runda kwalifikacyjna LE    | I runda kwalifikacyjna LE  |                           |

Irlandia Północna
| Drużyna        | Drużyna           | Wsp.                           | Sposób kwalifikacji            | Runda pierwsza             | Runda ostatnia             |
| -------------- | ----------------- | ------------------------------ | ------------------------------ | -------------------------- | -------------------------- |
|                | Cliftonville F.C. | 2.116                          | 1. miejsce w lidze (2012/2013) | II runda kwalifikacyjna LM | II runda kwalifikacyjna LM |
|                | Glentoran F.C.    | 2.366                          | zdobywca pucharu (2012/2013)   | I runda kwalifikacyjna LE  | I runda kwalifikacyjna LE  |
| Crusaders F.C. | 1.866             | 2. miejsce w lidze (2012/2013) | I runda kwalifikacyjna LE      | I runda kwalifikacyjna LE  |                            |
| Linfield F.C.  | 3.866             | 3. miejsce w lidze (2012/2013) | I runda kwalifikacyjna LE      | II runda kwalifikacyjna LE |                            |

Luksemburg
| Drużyna           | Drużyna       | Wsp.                           | Sposób kwalifikacji            | Runda pierwsza              | Runda ostatnia             |
| ----------------- | ------------- | ------------------------------ | ------------------------------ | --------------------------- | -------------------------- |
|                   | Fola Esch     | 0.925                          | 1. miejsce w lidze (2012/2013) | II runda kwalifikacyjna LM  | II runda kwalifikacyjna LM |
|                   | Jeunesse Esch | 1.925                          | zdobywca pucharu (2012/2013)   | I runda kwalifikacyjna LE   | II runda kwalifikacyjna LE |
| F91 Dudelange     | 4.425         | 2. miejsce w lidze (2012/2013) | I runda kwalifikacyjna LE      | I runda kwalifikacyjna LE   |                            |
| FC Differdange 03 | 3.675         | 3. miejsce w lidze (2012/2013) | I runda kwalifikacyjna LE      | III runda kwalifikacyjna LE |                            |

Armenia
| Drużyna         | Drużyna       | Wsp.                      | Sposób kwalifikacji          | Runda pierwsza            | Runda ostatnia             |
| --------------- | ------------- | ------------------------- | ---------------------------- | ------------------------- | -------------------------- |
|                 | Szirak Giumri | 0.850                     | 1. miejsce w lidze (2012)    | I runda kwalifikacyjna LM | II runda kwalifikacyjna LM |
|                 | Piunik Erywań | 3.600                     | zdobywca pucharu (2012/2013) | I runda kwalifikacyjna LE | II runda kwalifikacyjna LE |
| Mika Erywań     | 1.600         | 2. miejsce w lidze (2012) | I runda kwalifikacyjna LE    | I runda kwalifikacyjna LE |                            |
| Gandzasar Kapan | 1.350         | 3. miejsce w lidze (2012) | I runda kwalifikacyjna LE    | I runda kwalifikacyjna LE |                            |

Wyspy Owcze
| Drużyna         | Drużyna       | Wsp.                      | Sposób kwalifikacji       | Runda pierwsza            | Runda ostatnia             |
| --------------- | ------------- | ------------------------- | ------------------------- | ------------------------- | -------------------------- |
|                 | EB/Streymur   | 2.316                     | 1. miejsce w lidze (2012) | I runda kwalifikacyjna LM | II runda kwalifikacyjna LM |
|                 | Víkingur Gøta | 1.066                     | zdobywca pucharu (2012)   | I runda kwalifikacyjna LE | II runda kwalifikacyjna LE |
| ÍF Fuglafjørður | 0.566         | 2. miejsce w lidze (2012) | I runda kwalifikacyjna LE | I runda kwalifikacyjna LE |                            |
| HB Tórshavn     | 2.816         | 3. miejsce w lidze (2012) | I runda kwalifikacyjna LE | I runda kwalifikacyjna LE |                            |

Andora
| Drużyna         | Drużyna         | Wsp.                           | Sposób kwalifikacji            | Runda pierwsza            | Runda ostatnia            |
| --------------- | --------------- | ------------------------------ | ------------------------------ | ------------------------- | ------------------------- |
|                 | FC Lusitanos    | 1.100                          | 1. miejsce w lidze (2012/2013) | I runda kwalifikacyjna LM | I runda kwalifikacyjna LM |
|                 | UE Santa Coloma | 0.850                          | zdobywca pucharu (2012/2013)   | I runda kwalifikacyjna LE | I runda kwalifikacyjna LE |
| FC Santa Coloma | 1.850           | 2. miejsce w lidze (2012/2013) | I runda kwalifikacyjna LE      | I runda kwalifikacyjna LE |                           |

San Marino
| Drużyna     | Drużyna       | Wsp.                           | Sposób kwalifikacji            | Runda pierwsza            | Runda ostatnia            |
| ----------- | ------------- | ------------------------------ | ------------------------------ | ------------------------- | ------------------------- |
|             | SP Tre Penne  | 1.383                          | 1. miejsce w lidze (2012/2013) | I runda kwalifikacyjna LM | I runda kwalifikacyjna LM |
|             | SP La Fiorita | 0.383                          | zdobywca pucharu (2012/2013)   | I runda kwalifikacyjna LE | I runda kwalifikacyjna LE |
| AC Libertas | 0.383         | 2. miejsce w lidze (2012/2013) | I runda kwalifikacyjna LE      | I runda kwalifikacyjna LE |                           |